# 21 december
21 december är den 355:e dagen på året i den gregorianska kalendern (356:e under skottår). Det återstår 10 dagar av året. Enligt Bondepraktikan sägs det att om Andersdagen (30 november) har varit kall blir denna dag slaskig och tvärtom, enligt ordstävet "Om Anders braskar/slaskar ska Tomas slaska/braska".

## Återkommande bemärkelsedagar

### Övrigt
- Vintersolståndet inträffar runt det här datumet.

## Namnsdagar

### I den svenska almanackan
- Nuvarande – Tomas
- Föregående i bokstavsordning
  - Tom – Namnet infördes på dagens datum 1986, men utgick 2001.
  - Tomas – Namnet Tomas förekom före 1901 på både 7 mars och 29 december, men då i kombination med andra attribut (Tomas av Aquino på 7 mars och Tomas biskop på 29 december). Det har dock sedan gammalt funnits på dagens datum, men hade före 1901 attributet apostel. Detta år tog man bort attributet, så att namnet blev enbart Tomas.
  - Tomas apostel – Denna benämning på dagens datum fanns där, till minne av aposteln med detta namn, före 1901, då den utgick ersattes av enbart Tomas.
  - Tommy – Namnet infördes på dagens datum 1986, men utgick 1993.
- Föregående i kronologisk ordning
  - Före 1901 – Tomas apostel
  - 1901–1985 – Tomas
  - 1986–1992 – Tomas, Tom och Tommy
  - 1993–2000 – Tomas och Tom
  - Från 2001 – Tomas
- Källor
  - Brylla, Eva (red.). Namnlängdsboken. Gjøvik: Norstedts ordbok, 2000 ISBN 917227204X
  - af Klintberg, Bengt. Namnen i almanackan. Gjøvik: Norstedts ordbok, 2001 ISBN 9172272929

### Finlandssvenska almanackan
- Nuvarande från 2020[1] – Tom, Tomas, Tommy
- I föregående revideringar[a][2]
  - 1929–1949 – Tomas
  - 1950–1994 – Tomas, Tom
  - 1995–2019 – Tomas, Tom, Tommy

### Katolska kyrkan
- Aposteln Tomas helgondag inom den romersk-katolska kyrkan.

## Händelser
- 1124 – Sedan Calixtus II har avlidit en vecka tidigare väljs Lamberto Scannabecchi till påve och tar namnet Honorius II.
- 1872 – Challengerexpeditionen avseglar från Portsmouth på en fyra år lång vetenskaplig expedition som skulle lägga grunden för oceanografin.
- 1898 – Marie och Pierre Curie upptäcker radium.
- 1913 – Världens första korsord publiceras, i tidningen New York World, konstruerat av journalisten Arthur Wynne
- 1936 – Världens första skidlift modell Stollift[3] öppnar, vid Proctor Mountain i vintersportorten Sun Valley i amerikanska Idaho i samband med skidanläggningens invigning. Liftbanan var 1079 meter.
- 1956 – Den amerikanska medborgarrättsrörelsen får ett genombrott när USA:s högsta domstol slår fast att det strider mot landets grundlag att segregera passagerare på bussar och andra kollektivtransportmedel, mycket tack vare Rosa Parks vägran att ge sin plats åt en vit man på bussen den 1 december 1955.
- 1958 – General Charles de Gaulle väljs till president i Frankrike.[4]
- 1965 – Rasdiskrimineringskonventionen antas.
- 1968 – Apollo 8 sänds upp.
- 1988 – Libyska terrorister spränger ett plan ovanför Lockerbie, i Skottland, och dödar 270 personer (se Lockerbieattentatet).
- 1991 – Oberoende staters samvälde skapas efter Sovjetunionens upplösning.
- 2006 – En ny motorväg på E4 mellan Uppsala och Björklinge öppnas för trafik.
- 2007 – Estland, Lettland, Litauen, Malta, Polen, Slovakien, Slovenien, Tjeckien och Ungern blir medlemmar av Schengensamarbetet.
- 2012 – Mayakalenderns innevarande stora årscykel om 5 125 år är till ända.

## Födda
- 1118 – Thomas Becket, kunglig kansler och ärkebiskop av Canterbury.
- 1723 – Fredrik Ulrik Insenstierna, svensk ämbetsman och landshövding i Västmanlands län.
- 1769 – Ernst Moritz Arndt, tysk professor i historia, diktare och kompositör.
- 1788 – Gabriel Hwasser, svensk politiker och domprost i Västerås.
- 1795 – Leopold von Ranke, tysk historiker.
- 1804 – Benjamin Disraeli, brittisk politiker och författare, premiärminister 1868-1868 och 1874-1880.
- 1815 – Thomas Couture, fransk målare av porträtt-, historie- och genremålningar.
- 1828 – Fredrik Hederstierna, svensk civilminister och landshövding i Västmanlands län.
- 1847 – John Chard, brittisk överste.
- 1874 – Lynn Frazier, amerikansk politiker, guvernör i North Dakota 1917–1921, senator 1923–1941.
- 1875 – Bengt Hesselman, språkforskare, ledamot av Svenska Akademien.
- 1878 – Jan Łukasiewicz, filosof och matematiker.
- 1879 – Josef Stalin, sovjetisk politiker, diktator 1924–1953 (detta är hans officiellt använda födelsedatum, verkligt födelsedatum 18 december 1878).
- 1880 – David A. Reed, amerikansk republikansk politiker, senator (Pennsylvania) 1922–1935.
- 1882 – Tom Terral, amerikansk demokratisk politiker, guvernör i Arkansas 1925–1927.
- 1890 – Hermann Joseph Muller, amerikansk genetiker, mottagare av Nobelpriset i fysiologi eller medicin 1946.
- 1892 – Walter Hagen, amerikansk golfspelare.
- 1896 – Konstantin Rokossovskij, polsk-sovjetisk militär, marskalk 1944.
- 1904 – Johannes Edfelt, poet, författare, ledamot av Svenska Akademien.
- 1909 – George Wildman Ball, amerikansk diplomat, FN-ambassadör 1968.
- 1912 – Brita Appelgren, svensk balettdansös och skådespelare.
- 1914
  - Einar Gustafsson, svensk lantbrukare och centerpartistisk politiker, f.d. landshövding i Gotlands län.
  - Gunnar Lundén-Welden, svensk musiker, kapellmästare, musikarrangör, kompositör.
- 1917 – Heinrich Böll, tysk författare och mottagare av Nobelpriset i litteratur 1972.
- 1918
  - Donald Regan, amerikansk republikansk politiker, USA:s finansminister 1981–1985.
  - Kurt Waldheim, österrikisk politiker, Österrikes president 1986–1992, FN:s generalsekreterare 1972–1981.
- 1919 – Ove Sprogøe, dansk skådespelare.
- 1921
  - Alicia Alonso, kubansk ballerina och koreograf.
  - Britta Holmberg, svensk skådespelare.
  - Maila Nurmi, finländsk-amerikansk skådespelare.
- 1926 – Erik Bergman, svensk kompositör och textförfattare.
- 1930 – Kalevi Sorsa, finländsk politiker.
- 1935 – John G. Avildsen, amerikansk regissör och producent.
- 1937
  - Jane Fonda, amerikansk skådespelare.
  - Harald Lyth, svensk konstnär.
- 1940 – Frank Zappa, amerikansk kompositör, musiker] och sångare.
- 1941 – Ingrid Dahlberg, svensk regissör, producent, före detta Dramatenchef, före detta landshövding i Dalarnas län.
- 1942
  - Hu Jintao, president i Kina 2003–2013.
  - Reinhard Mey, sångare.
- 1943
  - Lena Bergman, svensk skådespelare.
  - Jack Nance, amerikansk skådespelare.
- 1946 – Carl Wilson, amerikansk popmusiker, medlem av The Beach Boys.
- 1947
  - Zoe Lofgren, amerikansk demokratisk politiker, kongressledamot 1995–.
  - Paco de Lucía, spansk gitarrist inom flamencogenren.
- 1948
  - Samuel L. Jackson, amerikansk skådespelare.
  - Anneli Martini, svensk skådespelare.
- 1954 – Chris Evert, amerikansk tennisspelare.
- 1957 – Ray Romano, amerikansk skådespelare och komiker.
- 1963 – Govinda, indisk skådespelare och politiker.
- 1965 – Andy Dick, amerikansk skådespelare och komiker.
- 1966 – Kiefer Sutherland, amerikansk skådespelare.
- 1967 – Micheil Saakasjvili, Georgiens president.
- 1969 – Julie Delpy, fransk skådespelare.
- 1970 – Stefan Lövgren, svensk handbollsspelare, mottagare av Svenska Dagbladets guldmedalj.
- 1971 – David von Schinkel, svensk adelsman, godsherre och racingentusiast. Bostad Tidö slott.
- 1977 – Emmanuel Macron, Frankrikes president 2017–.
- 1978 – Amber Corwin, amerikansk konståkare.
- 1979 – Tuva Novotny, svensk skådespelare.
- 1980 – Stefan Liv, svensk ishockeymålvakt.
- 1983 – Steven Yeun, koreansk-amerikansk skådespelare.
- 1988 – Eddie Razaz, svensk artist känd från Idol.
- 1997 – Kida, kosovoalbansk sångerska.

## Avlidna
- 1295 – Erik av Brandenburg, ärkebiskop av Magdeburg.
- 1375 – Giovanni Boccaccio, italiensk författare.
- 1549 – Margareta av Angoulême, 57, drottning av Navarra.
- 1597 – Petrus Canisius, 76, jesuit, kyrkolärare, helgon.
- 1610 – Katarina Gustavsdotter Vasa, 71, svensk prinsessa.
- 1737 – Alessandro Galilei, 46, italiensk arkitekt.
- 1800 – Thomas Hartley, 52, amerikansk advokat, militär och politiker, kongressledamot 1789–1800.
- 1807 – John Newton, 82, brittisk sjökapten, slavskeppare, präst och sångförfattare.
- 1837 – James De Wolf, 73, amerikansk slavhandlare och politiker, senator (Rhode Island) 1821–1825.
- 1846 – Auguste Bouquet, 36, fransk konstnär och satiriker.
- 1856 – August von Hartmansdorff, 64, ämbetsman och politiker.
- 1871 – John A. Winston, 59, amerikansk demokratisk politiker, guvernör i Alabama 1853–1857.
- 1890 – Johanne Luise Heiberg, 78, dansk skådespelare.
- 1904 – George Laird Shoup, 68, amerikansk republikansk politiker, senator (Idaho) 1890–1901.
- 1907 – Klara Hitler, 47, mor till Adolf Hitler.
- 1928 – Luigi Cadorna, 78, italiensk militär och marskalk.
- 1935 – Kurt Tucholsky, 45, tysk journalist och satiriker.
- 1937 – Frank Kellogg, 80, amerikansk utrikesminister 1925–1929, mottagare av Nobels fredspris 1929.
- 1940 – F. Scott Fitzgerald, 44, amerikansk författare.
- 1945 – George S. Patton, 60, amerikansk fyrstjärnig general.
- 1964 – Carl Van Vechten, 84, amerikansk fotograf och författare.
- 1968 – Vittorio Pozzo, 82, italiensk fotbollstränare.
- 1969 – Georges Catroux, 92, fransk armégeneral och politiker.
- 1976 – Karin Ekelund, 63, svensk skådespelare, regissör och sångare.
- 1977 – Elsa Ebbesen, 87, svensk skådespelare.
- 1984 – J. Lister Hill, 89, amerikansk demokratisk politiker, senator (Alabama) 1938–1969.
- 1987 – John Spence, 18, amerikansk sångare.
- 1988 – Nikolaas Tinbergen, 81, nederländsk etolog, mottagare av Nobelpriset i fysiologi eller medicin 1973.
- 1992
  - Albert King, 69, amerikansk gitarrist och sångare.
  - Nathan Milstein, 88, ukrainsk-amerikansk violinist.
- 2002 – Kjell Larsson, 59, svensk socialdemokratisk politiker, miljöminister 1998–2002.
- 2004 – Lennart Bernadotte, 95, greve af Wisborg, född prins av Sverige.
- 2006
  - Saparmurat Nijazov, 66, turkmenisk president.
  - Philippa Pearce, 86, brittisk barnboksförfattare.
- 2009
  - Harry Järv, 88, finländsk krigsveteran, författare, bibliotekarie och översättare.
  - Edwin G. Krebs, 91, amerikansk biokemist, mottagare av Nobelpriset i fysiologi eller medicin 1992.
- 2011 – Ann-Mari Adamsson, 77, svensk skådespelare.
- 2012 – Jarl Borssén, 75, svensk skådespelare och komiker.
- 2013 – Björn J:son Lindh, 69, svensk pianist, flöjtist och kompositör.
- 2014
  - Alan Williams, 84, brittisk (walesisk) labourpolitiker, parlamentsledamot 1964–2010.
  - Billie Whitelaw, 82, brittisk skådespelare.
  - Udo Jürgens, 80, österrikisk sångare och låtskrivare (Eurovision Song Contest 1966).
  - Åke ”Bajdoff” Johansson, 86, svensk fotbollsspelare. Vinnare av Guldbollen 1957.